# Parapercis compressa
Parapercis compressa és una espècie de peix de la família dels pingüipèdids i de l'ordre dels perciformes.

## Descripció
- El cos, comprimit, fa 8,7 cm de llargària màxima i és de color marró morat al dors fins a gris violaci clar al ventre. Presenta 7 franges tènues i fosques als dos terços o 3 quarts superiors del cos; una taca marró morat fosca tan gran com l'ull a la meitat superior de la base de l'aleta caudal, i una banda lleugerament en diagonal, estreta i fosca, de color marró violaci a la meitat inferior de la galta just per sota de l'ull.
- Boca terminal amb una filera de dents al vòmer i absència de dents palatines.
- 5 espines i 21 radis tous a l'aleta dorsal i 1 espina i 17 radis tous a l'anal. 17 radis a les aletes pectorals. La quarta espina de l'aleta dorsal és la més allargada del conjunt.
- Aleta caudal lleugerament arrodonida i les pelvianes arribant just a l'anus.
- 30 vèrtebres.
- Escates ctenoides al cos, incloent-hi l'abdomen, l'àrea prepelviana i les galtes. 51 escates a la línia lateral.
- Vora del preopercle força serrat, llevat de la seua zona ventral.[3][5]

## Hàbitat i distribució geogràfica
És un peix marí, bentopelàgic (entre 40 i 60 m de fondària) i de clima tropical, el qual viu al Pacífic occidental: Indonèsia.

## Observacions
És inofensiu per als humans.